# Marcus Andreasson
Marcus Andreasson (Buchanan, 13 luglio 1978) è un ex calciatore svedese, di ruolo difensore.

## Carriera

### Club
Andreasson iniziò la carriera con la maglia dell'Öster, prima di trasferirsi al Kalmar. Lasciò poi la Svezia per giocare con gli inglesi del Bristol Rovers, squadra per cui segnò anche una rete nel successo per tre a uno sullo Swindon Town.
Si trasferì poi in Norvegia, per vestire la maglia del Bryne. Esordì nella Tippeligaen il 12 agosto 2001, nella vittoria per quattro a tre sul Molde: realizzò anche una delle reti per la sua squadra.
Passò poi proprio al Molde, per cui debuttò il 12 aprile 2004: fu infatti titolare nel successo per due a zero sul Lyn Oslo, segnando anche in questa occasione.
Il 1º dicembre 2010 fu reso noto il suo passaggio al Lierse, in Belgio. Giocò il primo incontro di campionato con questa squadra il 22 gennaio 2011, nella sconfitta per tre a zero in casa del Cercle Brugge.

## Palmarès

### Giocatore

#### Club

##### Competizioni nazionali
- Coppa di Norvegia: 1

Molde: 2005